# Leichtathletik-Weltmeisterschaften 2015/Teilnehmer (Ecuador)
| Gelbes Symbol für Goldmedaillen mit stilisierten Olympischen Ringen | Graues Symbol für Silbermedaillen mit stilisierten Olympischen Ringen | Braundes Symbol für Bronzemedaillen mit stilisierten Olympischen Ringen |
| ------------------------------------------------------------------- | --------------------------------------------------------------------- | ----------------------------------------------------------------------- |
| —                                                                   | —                                                                     | —                                                                       |

Der Leichtathletikverband Ecuadors nominierte sechs Athleten für die Leichtathletik-Weltmeisterschaften 2015 in der chinesischen Hauptstadt Peking.

## Ergebnisse

### Männer

#### Laufdisziplinen
| Athlet           | Disziplin   | Vorlauf | Vorlauf | Halbfinale | Halbfinale | Finale    | Finale |
| Athlet           | Disziplin   | Zeit    | Platz   | Zeit       | Platz      | Zeit      | Platz  |
| ---------------- | ----------- | ------- | ------- | ---------- | ---------- | --------- | ------ |
| Álex Quiñónez    | 200 m       | DSQ     | DSQ     | –––        | –––        | –––       | –––    |
| Mauricio Arteaga | 20 km Gehen |         |         |            |            | 1:25:50 h | 37     |
| Andrés Chocho    | 20 km Gehen |         |         |            |            | DSQ       | DSQ    |
| Andrés Chocho    | 50 km Gehen |         |         |            |            | 3:46:00 h | 8      |

### Frauen

#### Laufdisziplinen
| Athletin          | Disziplin   | Vorlauf | Vorlauf | Halbfinale         | Halbfinale         | Finale             | Finale             |
| Athletin          | Disziplin   | Zeit    | Platz   | Zeit               | Platz              | Zeit               | Platz              |
| ----------------- | ----------- | ------- | ------- | ------------------ | ------------------ | ------------------ | ------------------ |
| Marizol Landázuri | 100 m       | 11,48 s | 35      | nicht qualifiziert | nicht qualifiziert | nicht qualifiziert | nicht qualifiziert |
| Ángela Tenorio    | 100 m       | DNS     | DNS     | –––                | –––                | –––                | –––                |
| Ángela Tenorio    | 200 m       | DNS     | DNS     | –––                | –––                | –––                | –––                |
| Paola Pérez       | 20 km Gehen |         |         |                    |                    | 1:32:12 h          | 16                 |